# Klaas Smid
Klaas Smid (Hoogeveen, 8 juli 1960) is een Nederlands voormalig ambtenaar, PvdA-politicus en bestuurder. Sinds 1 november 2015 is hij burgemeester van Noordenveld.

## Biografie
Tot 1978 ging Smid naar de mavo en havo en vwo in Hoogeveen. Daarna studeerde hij geschiedenis aan de Rijksuniversiteit Groningen waar hij zijn kandidaatsbul behaalde. Hij was werkzaam in het hoger beroepsonderwijs en van 2000 tot 2003 was hij ambtelijk secretaris van de gemeenschappelijke medezeggenschapsraad bij Hogeschool Saxion. Van 2003 tot 2006 was hij raadsgriffier bij de gemeente Hardenberg.
Van 1990 tot 2003 was Smid gemeenteraadslid van Hoogeveen, vanaf 1994 als fractievoorzitter van de PvdA. Van 2006 tot 2014 was hij daar wethouder en van 2014 tot 2015 was hij wethouder van Ommen. Sinds 1 november 2015 is hij burgemeester van Noordenveld. Naast zijn burgemeesterschap is hij voorzitter van de raad van toezicht van Landschapsbeheer Drenthe, voorzitter van de Stichting Vrienden van Cosis, voorzitter van de algemene ledenvergadering van de Noord Nederlandse Coöperatie van Zorginstellingen, voorzitter van de Vereniging van Drentse Gemeenten (VDG), lid van het algemeen bestuur van de Veiligheidsregio Drenthe (VRD) en lid van de bestuurscommissie Veenhuizen.
Smid is getrouwd en heeft een dochter en zoon.